# 2K Czech
2K Czech（原名Illusion Softworks）是位于捷克布尔诺的一家电子游戏开发商，由Petr Vochozka及其投资伙伴Cash Reform Group于1997年创立。该公司主要研发第一人称射击和第三人称射击游戏。截止2003年11月，已有170名员工。2017年，2K宣布将2K Czech合并到在2014年成立的工作室Hangar 13。